# Нури Шахин
Нури Шахин (Nuri Şahin) е бивш немско-турски полузащитник.

## Кариера

### Борусия Дортмунд
Шахин започва да се тренира със състава на РСВ Майнерцааген, а през 2000 г. преминава в школата на Борусия Дортмунд.
При дебюта си на 6 август 2005 г., на възраст от 16 години и 335 дена, Шахин става най-младият играч, участвал в двубой от Бундеслигата, а на 25 ноември същата година става и най-младият играч, отбелязал гол.
През сезон 2005/2006 и сезон 2006/2007 съответно участва в 23 и 24 мача, като постепенно си пробива път в титулярния състав.

### Фейенорд
На 5 юли 2007 г. преминава за 1 сезон под наем във Фейенорд, където се представя добре, записвайки 29 мача и 6 гола, като с Фейенорд спечелва Купата на Нидерландия.

### Завръщане в Борусия
След завръщането си от Фейенорд Шахин се налага в центъра на терена за Борусия, спомагайки за значително подобряване на играта и класирането на отбора, от 13-о през 2007/2008 до 6-о през 2008/2009 и 5-о през 2009/2010, даващо право на участие в Лига Европа, завръщане на Борусия в европейските турнири след 5 години без участие в тях. През сезон 2010/11 оформя тандем в центъра на полузащитата със Свен Бендер. Шахин става може би най-важният играч в състава на Юрген Клоп. В 30 мача отбелязва 6 гола и има 8 асистенции, като е сред главните лица, взели участие в спечелването на
шампионата.

### Реал Мадрид
На 9 май 2011 г. е обявено неговото преминаване в Реал Мадрид, за сума от 10 млн. евро.

### Ливърпул
На 25 август 2012 г. Шахин преминава под наем в Ливърпул за един сезон.

### Отново в Борусия
На 14 януари 2013 г. Ливърпул съобщава, че са постигнали споразумение с Реал Мадрид за прекратяване на наема, а Шахин е преотстъпен отново този път в Борусия до края на сезон 2013/14.
На 10 април 2014 г., Дортмунд се възползва от клаузата в договора за закупуване и така Шахин се завръща за постоянно срещу сумата от 7 млн. евро.

## Вердер Бремен
На 31 август 2018 г., Шахин се присъединява към Вердер Бремен със свободен трансфер. 

## Национален отбор
Шахин е най-младият играч участвал и отбелязвал за националния отбор по футбол на Турция, като това става на 8 октомври 2005 г., в приятелска среща с Германия.